# Ібн аль-Фарід
Ібн Аль-Фарі́д, Ібн-Фарід або Аль-Фарід (араб. عمر بن علي ابن الفريد, Омар ібн Алі аль-Фарід, 1181, Каїр — 1235) — арабський поет.
Він народився в Каїрі, жив протягом довгого часу Мецці, але потім повернувся до Каїру. Його поезія — повністю суфійська, і він поважається як один з найвідоміших арабських поетів. Говорять, що деякі з його поем були написані в екстазі.
Поезія Аль-Фаріда часто розглядається як вершина арабської містичної поезії, хоча вона й не дуже добре відома на Заході. Румі і Хафіз, ймовірно найвідоміші на Заході суфійські поети, обидва писали перською, а не арабською мовою. Найбільші роботи Аль-Фаріда — Винна Ода, красивий роздум про «Вино» божественного блаженства, і Поема Суфійського Шляху, глибоке дослідження духовного досвіду уздовж Суфійського Шляху і, можливо, щонайдовша містична поема написана арабською мовою. Обидві поеми надихнули багато духовних творів протягом всього 13 століття, їх все ще вивчають суфії та інші мусульмани.